# Hilde Ölsinger
Hildegarde Katharina „Hilde“ Ölsinger, geborene Lang (* 30. Dezember 1898 in Wien; † 3. Juni 1981 ebenda) war eine österreichische Gerechte unter den Völkern.

## Leben
Hildegarde „Hilde“ Ölsinger arbeitete als Schreibkraft bei der Wiener Polizei. Mit dem Anschluss Österreichs ließ sich Ölsinger vom Dienst freistellen, gegen Kriegsende wurde sie zum Dienst bei der Post verpflichtet. Die gläubige Katholikin, deren Mann Franz Ölsinger (1900–1973) im Zweiten Weltkrieg in der Wehrmacht diente, nahm im September 1943 Cornelia Storfer und deren Mann in ihrer Wohnung auf, ohne die geringste Gegenleistung anzunehmen. Hilde Ölsinger versteckte das jüdische Ehepaar und verpflichtete ihre Kinder, nichts über seinen Aufenthalt in ihrem Haus zu verraten. Ihr Mann wusste, dass sie in seiner Wohnung einem jüdischen Ehepaar Unterschlupf gewährte, hinderte sie jedoch nicht daran.
Hilde Ölsinger teilte ihre Lebensmittelkarten mit ihren Schützlingen. Sie war arbeitsverpflichtet, aber an freien Tagen unterließ sie es, bei Luftangriffen in den Luftschutzkeller zu gehen, um mit der Familie Storfer in der Wohnung zu bleiben. Bei Luftangriffen beruhigte sie Frau Storfer und ihren Mann: „Gott hat euch zu uns geschickt, damit wir euch helfen. Er wird nicht zulassen, dass unser Haus von Bomben getroffen wird.“
Hilde Ölsinger hielt die Familie Storfer in ihrer Wohnung, auch nachdem die Gestapo nach versteckten Juden in der Umgebung suchte. Sie versteckte die Familie Storfer bis zum Kriegsende und rettete sie damit vor einer Deportation in das Konzentrationslager Theresienstadt und damit vor dem sicheren Tod.
Hilde Ölsinger wurde auf dem Döblinger Friedhof (Gruppe 32, Reihe 7, Nummer 22) bestattet.
Seit September 2016 erinnert eine Gedenktafel am Haus Leyserstraße 5 in Wien an Hilde Ölsinger.

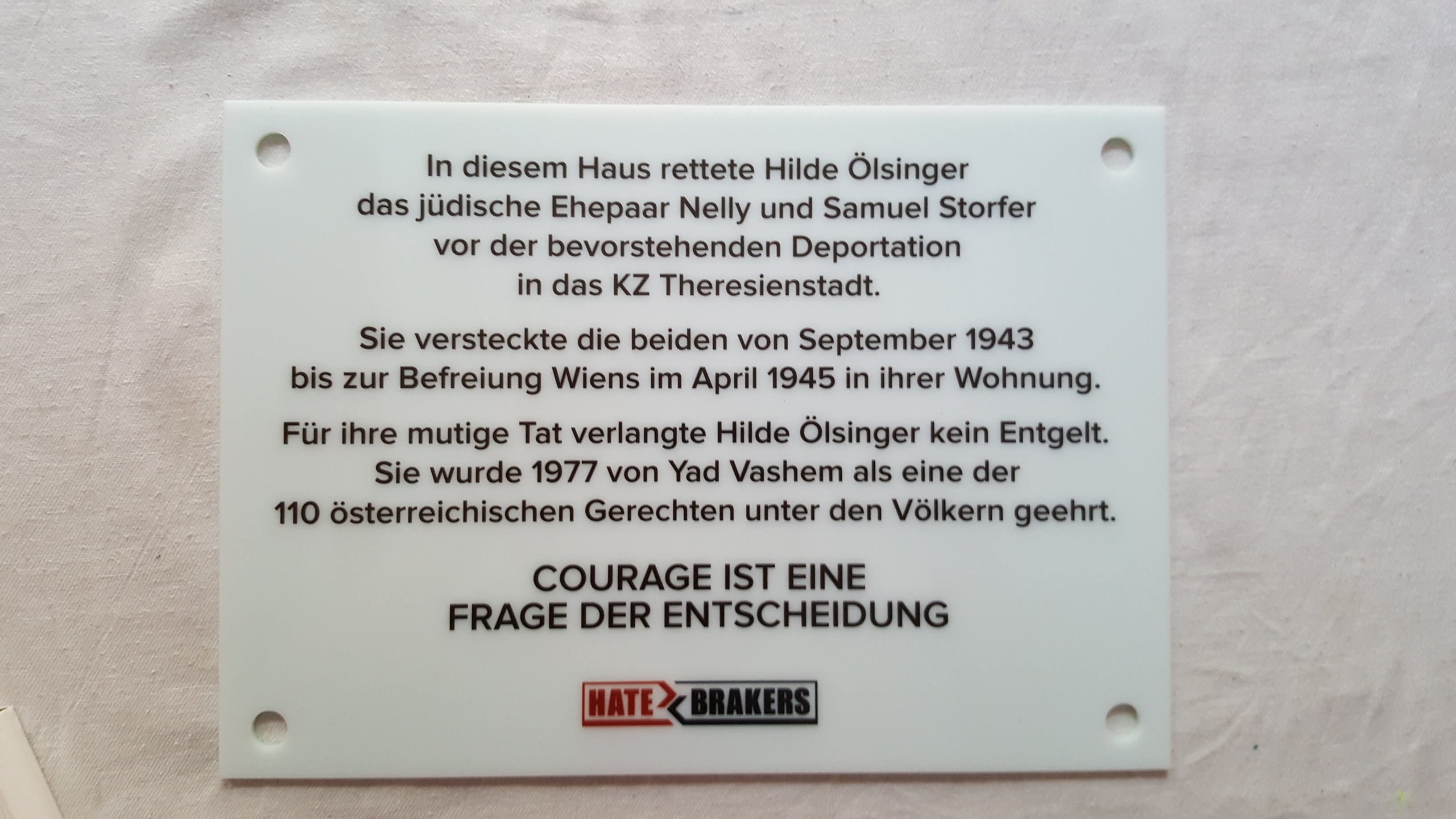
Gedenktafel für Hilde Ölsinger